# Ahmadpur (Latur)
Ahmadpur is een nagar panchayat in het district Latur van de Indiase staat Maharashtra. 

## Demografie
Volgens de Indiase volkstelling van 2001 wonen er 35.786 mensen in Ahmadpur, waarvan 53% mannelijk en 47% vrouwelijk is. De plaats heeft een alfabetiseringsgraad van 69%. 